# Nancy Kress
Pour les articles homonymes, voir Kress.
Œuvres principales
- Le Cycle de la probabilité
- L'une rêve et l'autre pas
- Le Nexus du docteur Erdmann

Nancy Kress, née le 20 janvier 1948 à Buffalo dans l'État de New York, est une autrice américaine de science-fiction.
En général, elle écrit des histoires concernant un futur proche plausible et avec des technologies réalistes. Ses thèmes préférés sont le génie génétique et à un degré moindre l'intelligence artificielle.
L'autrice adore la danse et certaines de ses histoires se déroulent dans cet univers. C'est le cas par exemple de Danse aérienne.

## Œuvres

### SérieSleepless
- L'une rêve et l'autre pas, 1993 ((en) Beggars in Spain, 1991), trad. Claire MichelPubliée en France dans Isaac Asimov présente : Futurs qui craignent, Pocket, coll. « Science-fiction » no 5377, puis rééditée sous le titre L'une rêve, l'autre pas, ActuSF, coll. « Perles d'épice », 2012 - Prix Hugo du meilleur roman court 1992 et prix Nebula du meilleur roman court 1991

1. (en) Beggars in Spain, 1993
2. (en) Beggars & Choosers, 1994
3. (en) Beggars Ride, 1996

### SérieOaths and Miracles
1. (en) Oaths and Miracles, 1996
2. (en) Stinger, 1998

### Cycle de la probabilité
1. Réalité partagée, Pocket, coll. « Science-fiction » no 5770, 2004 ((en) Probability Moon, 2000), trad. Monique Lebailly
2. Artefacts, Pocket, coll. « Science-fiction » no 5796, 2004 ((en) Probability Sun, 2001), trad. Monique Lebailly
3. Les Faucheurs, Pocket, coll. « Science-fiction » no 5828, 2005 ((en) Probability Space, 2002), trad. Monique Lebailly et Florence Dolisi

### SérieCrossfire
1. Feux croisés, Fleuve noir, coll. « Rendez-vous ailleurs », 2009 ((en) Crossfire, 2003), trad. Florence Dolisi
2. (en) Crucible, 2004

### SérieSoulvine Moor Chronicles
1. (en) Crossing Over, 2010
2. (en) Dark Mist Rising, 2011
3. (en) A Bright and Terrible Sword, 2012

### SérieYesterday's Kin
- (en) Yesterday's Kin, 2014Prix Nebula du meilleur roman court 2014 et prix Locus du meilleur roman court 2015

1. (en) Tomorrow's Kin, 2017
2. (en) If Tomorrow Comes, 2018
3. (en) Terran Tomorrow, 2018

### Romans indépendants
- Le Prince de l'aube, J'ai lu, coll. « Science-fiction », 1992 ((en) The Prince of Morning Bells, 1981), trad. Pascale Guinard
- (en) The Golden Grove, 1984
- La Flûte ensorceleuse, J'ai lu, coll. « Science-fiction », 1993 ((en) The White Pipes, 1985), trad. Pierre K. Rey
- (en) An Alien Light, 1988
- (en) Brain Rose, 1990
- Danse aérienne, Orion, 1997 ((en) Dancing on Air, 1993), trad. Thomas Bauduret
- Les Hommes dénaturés, Flammarion, coll. « Imagine », 2001 ((en) Maximum Light, 1998), trad. Jean-Marc ChambonRéédition, Pocket, coll. « Science-fiction » no 5920, 2017 puis ActuSF, coll. « Perles d'épice », 2018
- (en) Nothing Human, 2003
- (en) The Omega Egg, 2007Écrit avec Tobias S. Buckell, Michael A. Burstein (en), Pat Cadigan, Bill Fawcett (en), David Gerrold, Brian Herbert, James Patrick Kelly, Kay Kenyon, Stephen Leigh, Jody Lynn Nye (en), Laura Resnick, Mike Resnick, Kristine Kathryn Rusch, Robert Sheckley, Dean Wesley Smith (en) et Jane Yolen.
- La Fontaine des âges, Le Bélial', coll. « Une heure-lumière » no 28, 2021 ((en) Fountain of Age, 2007), trad. Erwann PerchocPrix Nebula du meilleur roman court 2007
- Le Nexus du docteur Erdmann, Le Bélial', coll. « Une heure-lumière » no 2, 2016 ((en) The Erdmann Nexus, 2008), trad. Erwann Perchoc et Alise PonseroPrix Hugo du meilleur roman court 2009
- (en) Dogs, 2008
- (en) Steal Across the Sky, 2009
- Après la chute, ActuSF, coll. « Perles d'épice », 2014 ((en) After the Fall, Before the Fall, During the Fall, 2012), trad. Éric HolsteinPrix Nebula du meilleur roman court 2012 et prix Locus du meilleur roman court 2013
- (en) Flash Point, 2012
- (en) The Eleventh Gate, 2020
- (en) Sea Change, 2020
- (en) Observer, 2023Écrit avec Robert Lanza.

### Recueil de nouvelles
- Danses aériennes, Le Bélial', 2017, trad. Thomas Bauduret et Pierre-Paul Durastanti
- Méfiez-vous du chien qui dort, ActuSF, coll. « Hélios », 2020, trad. Sandrine Jehanno, Joëlle Wintrebert, Marianne Thirioux, Jean-Pierre Pugi et Nathalie Serval

### Nouvelles traduites en français
- Des ombres sur le mur de la caverne, 1984 ((en) Shadows on the Cave Wall, 1981)Publiée en France dans Univers 1984
- Trinité, 1986 ((en) Trinity, 1984)Publiée en France dans Univers 1986
- Explications, SARL, 1986 ((en) Explanations, Inc., 1984)Publiée en France dans Fiction no 362, éditions OPTA
- Les Visiteurs, 1986 ((en) Out of all them bright stars, 1985)Publiée en France dans Fiction no 375, éditions OPTA
- Touchdown, 2017 ((en) Touchdown, 1990)Publiée dans le recueil Danses aériennes, éditions Le Bélial'
- La montagne ira à Mahomet, 1994 ((en) The Mountains of Muhammed, 1992)Publiée en France dans Futurs mode d'emploi, collection « Isaac Asimov présente », éditions Pocket
- Le Haricot géant, 2002 ((en) Stalking Beans, 1993)Publiée en France dans  Blanche neige, rouge sang, éditions Fleuve noir
- Martin le mercredi, 2018 ((en) Martin on a Wednesday, 1993)Publiée en France dans Bifrost no 89
- Évolution, 2000 ((en) Evolution, 1995)Publiée en France dans Privés de futur, anthologie composée par Gilles Dumay et Francis Mizio, éditions Orion
- Brise d'été, 2000 ((en) Summer Wind, 1995)Publiée en France dans Il était une fée, éditions Oxymore
- Les Fleurs de la prison d'Aulite, 2000 ((en) The Flowers of Aulit Prison, 1996)Publiée en France dans Bifrost no 17
- La Source de Bouton d'or, 1999 ((en) Marigold Outlet, 1996)Publiée en France dans Contes du chat pervers, éditions J'ai lu
- À la mode, à la mode, 2017 ((en) Always True to Thee, in My Fashion, 1997)Publiée dans le recueil Danses aériennes, éditions Le Bélial'
- Les Insomniaques : Méfiez-vous du chien qui dort..., 2000 ((en) Sleeping Dogs, 1998)Publiée en France dans Horizons lointains, anthologie composée par Robert Silverberg, éditions J'ai lu, collection « Millénaires »
- L'Âge des raisons, 1999 ((en) Steamship Soldier on the Information Front, 1998)Publiée en France dans le quotidien Le Monde, été 1999
- Notre mère qui dansez, 2000 ((en) My Mother, Dancing, 2000)Publiée en France dans Destination 3001, anthologie composée par Robert Silverberg et Jacques Chambon, éditions Flammarion, collection « Imagine »
- Gros Câlins, 2001 ((en) To cuddle Amy, 2000)Publiée en France dans La Science Fiction, éditions Europe
- Le Sauveur, 2017 ((en) Savior, 2000)Publiée dans le recueil Danses aériennes, éditions Le Bélial'
- Shiva dans l'ombre, 2017 ((en) Shiva in Shadow, 2004)Publiée dans le recueil Danses aériennes, éditions Le Bélial'
- L'Art de la guerre, 2009 ((en) Art of War, 2007)Publiée en France dans N.S.O. - Le Nouveau Space Opera, éditions Bragelonne
- On va y arriver, 2017 ((en) We Can Do This, 2012)Publiée dans le recueil Danses aériennes, éditions Le Bélial'
- Deuxième arabesque, très lentement, 2017 ((en) Second Arabesque, Very Slowly, 2013)Publiée dans l'anthologie Dangerous Women aux éditions J'ai lu
- Un, 2017 ((en) One, 2013)Publiée dans le recueil Danses aériennes, éditions Le Bélial'
- Le Bien commun, 2017 ((en) The Common Good, 2014)Publiée dans le recueil Danses aériennes, éditions Le Bélial'
- Trottoir à 12h10, 2017 ((en) Sidewalk at 12:10 P.M., 2014)Publiée dans le recueil Danses aériennes, éditions Le Bélial'

## Prix
- Prix Hugo
  - Meilleur roman court 1992 pour L'une rêve et l'autre pas
  - Meilleur roman court 2009 pour Le Nexus du docteur Erdmann

- Prix Nebula
  - Meilleure nouvelle courte 1985 pour Les Visiteurs
  - Meilleur roman court 1991 pour L'une rêve et l'autre pas
  - Meilleure nouvelle longue 1997 pour Les Fleurs de la prison d'Aulite
  - Meilleur roman court 2007 pour La Fontaine des âges
  - Meilleur roman court 2012 pour Après la chute
  - Meilleur roman court 2014 pour Yesterday's Kin

- Prix Locus
  - Meilleur roman court 2013 pour Après la chute
  - Meilleur roman court 2015 pour Yesterday’s Kin